# Sadłogoszcz
Sadłogoszcz (niem. Joachimsdorf) – wieś w Polsce położona w województwie kujawsko-pomorskim, w powiecie żnińskim, w gminie Barcin.
W latach 1975–1998 miejscowość administracyjnie należała do województwa bydgoskiego. Według Narodowego Spisu Powszechnego (III 2011 r.) liczyła 186 mieszkańców. Jest dziewiątą co do wielkości miejscowością gminy Barcin.
Wieś położona jest w sąsiedztwie Zalesia Barcińskiego.